# Desa Ngaran (administrativ by i Indonesien, lat -7,71, long 110,10)
Desa Ngaran är en administrativ by i Indonesien.   Den ligger i provinsen Jawa Tengah, i den västra delen av landet, 400 km öster om huvudstaden Jakarta.